# Enzo Masci
Enzo Masci, all'anagrafe Lorenzo Masci (Nettuno, 11 novembre 1930 – 18 maggio 1995), è stato un giocatore di baseball italiano.
È il giocatore più scudettato del baseball italiano. Con il Nettuno Baseball Club, in cui giocò dagli anni 1950 agli anni 1970, vinse 12 volte il campionato italiano. Nel suo palmarès anche due Coppe dei Campioni. La sua media battuta vita è stata di .263, con un record stagionale di .413 nel 1952.
Le sue presenze nella nazionale di baseball dell'Italia furono 19.
È stato inserito nella Hall of Fame della Federazione Italiana Baseball Softball (FIBS) nel 2006.